# Joe N. Ballard

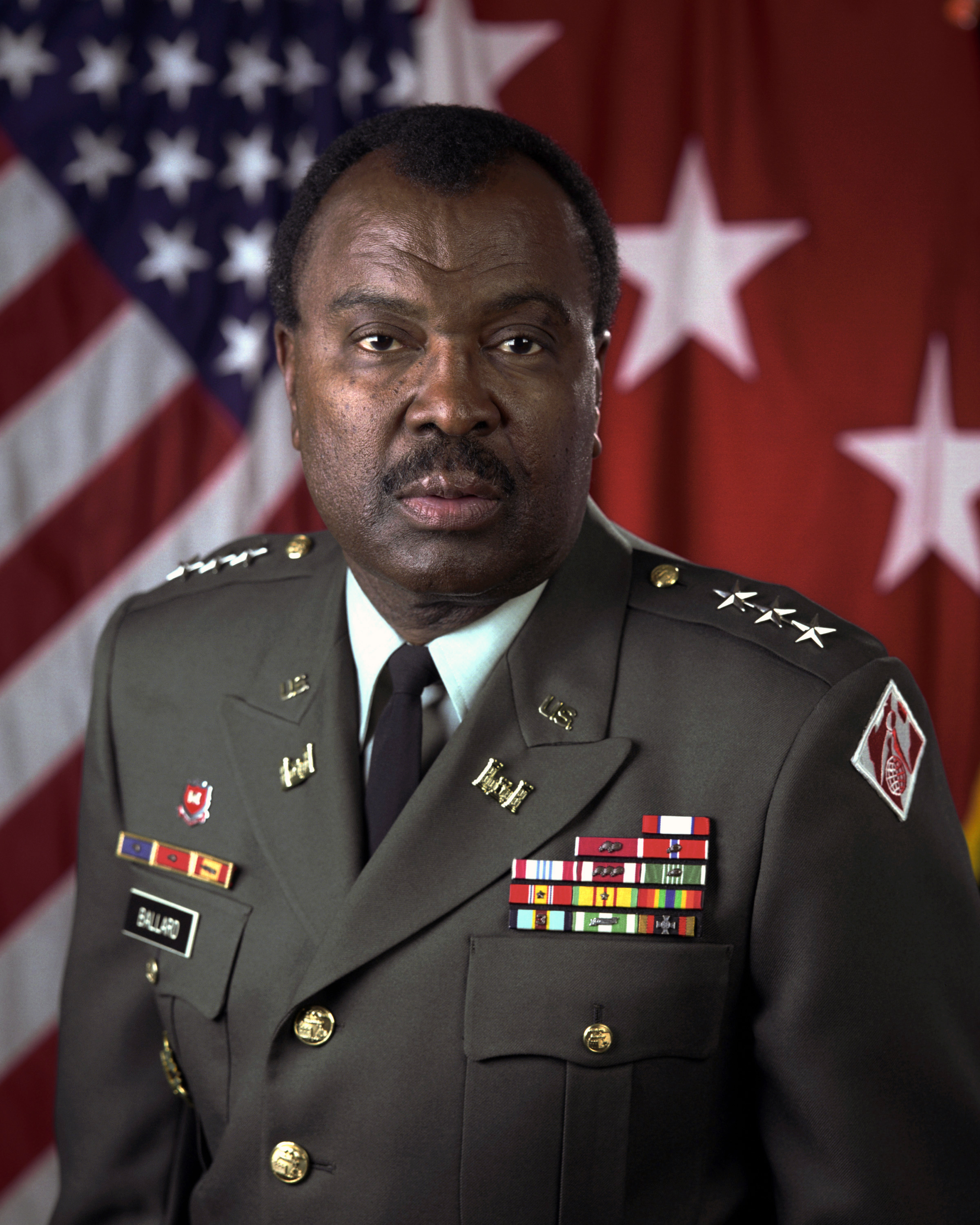
Joe N. Ballard (1996)

Joe Nathan Ballard (* 27. März 1942 in Oakdale, Allen Parish, Louisiana) ist ein pensionierter Generalleutnant der United States Army. Er war unter anderem Kommandeur des United States Army Corps of Engineers.
Joe Ballard entstammt einer armen Familie, die im ländlichen Louisiana in der Erntehilfe tätig war. Er besuchte die Allen Parish School for Colored Youth. Später studierte er an der Southern University in Baton Rouge. Über deren ROTC-Programm gelangte er im Jahr 1965 in das Offizierskorps des US-Heeres. Dort wurde er als Leutnant den Pionieren (Corps of Engineers) zugeteilt. In der Armee durchlief er anschließend alle Offiziersränge vom Leutnant bis zum Drei-Sterne-General.
Im Lauf seiner militärischen Karriere absolvierte Ballard verschiedene Kurse und Schulungen. Dazu gehörten unter anderem der Engineer Officer Basic Course, der Engineer Officer Advanced Course, das Command and General Staff College sowie das United States Army War College. Außerdem erhielt er einen akademischen Grad von der University of Missouri.
In seinen jüngeren Jahren absolvierte er den für Offiziere in den niederen Rangstufen üblichen Dienst in verschiedenen Einheiten und Standorten. Zwischenzeitlich wurde er auch als Stabsoffizier eingesetzt. Als Pionier (Engineer) gehörten der Hochwasserschutz, der Ausbau von Hafenanlagen und deren militärischer Verteidigung, Flussregulierungen sowie der Bau von Schleusen, Stauwerken sowie Straßen und Flugplätzen zu seinem Aufgabenbereich.
Ballard war zwei Mal im Vietnamkrieg eingesetzt. Bei seinem ersten Einsatz war er dort Zugführer und beim zweiten Einsatz Kompanieführer. In den 1970er Jahren diente er in den Vereinigten Staaten in verschiedenen Pioniereinheiten, die anderen Einheiten zugeordnet waren. Im Jahr 1978 wurde er nach Südkorea versetzt, wo er Stabsoffizier in der Pionierabteilung der 8. Armee war. Anschließend war er für einige Zeit als Stabsoffizier in der Abteilung G4 (Logistik) im Pentagon tätig. 
Im Jahr 1982 wurde Joe Ballard Bataillonskommandeur einer Pioniereinheit in Deutschland. Dort verblieb er bis 1991, wo er später die 18. Engineer-Brigade kommandierte und danach als Pionieroffizier dem Stab der USAREUR in Heidelberg angehörte. Nach seiner Rückkehr in die Vereinigten Staaten wurde er 1991 stellvertretender Leiter der U.S. Army Engineer School und stellvertretender Kommandeur des Engineer Centers in Fort Leonard Wood in Missouri. Am 1. Oktober 1991 erreichte er mit seiner Beförderung zum Brigadegeneral die Generalsränge. Nach einer Verwendung als Stabsoffizier im Heeresministerium erhielt er das Kommando über die Army Engineer School und das Engineer Center. Diese Funktion hatte er in den Jahren 1993 bis 1995 inne. In diese Zeit fiel am 1. August 1994 seine Beförderung zum Generalmajor. Anschließend war Ballard für einige Zeit Stabschef beim United States Army Training and Doctrine Command.
Im Oktober 1996 wurde Joe Ballard neuer Kommandeur des gesamten Corps of Engineers. Dabei war er der erste Afro-Amerikaner der dieses Amt innehatte. Nach dem Ende seiner Zeit als Kommandeur des Corps of Engineers im August 2000 schied Ballard aus dem aktiven Militärdienst aus.
Nach seiner Pensionierung wurde er in der privaten Wirtschaft tätig. Im Jahr 2000 wurde er Präsident und Vorstandsvorsitzender der von ihm gegründeten Ravens Group, LLC. Die im Großraum von Washington, D.C. ansässige Firmengruppe ist vor allem auf Regierungsaufträge im Bauwesen spezialisiert. Zudem gründete Ballard im Jahr 2002 die Firma RG Construction, Inc. Diese ist ebenfalls in der Baubranche tätig und Ballard fungiert als ihr Vorstand und Präsident. 

## Orden und Auszeichnungen
Joe Ballard erhielt im Lauf seiner militärischen Laufbahn unter anderem folgende Auszeichnungen:
- Army Distinguished Service Medal
- Legion of Merit
- Bronze Star Medal
- Defense Meritorious Service Medal
- Meritorious Service Medal
- Army Commendation Medal